# Aphobetus erroli
Aphobetus erroli är en stekelart som beskrevs av Berry 1995. Aphobetus erroli ingår i släktet Aphobetus och familjen puppglanssteklar. Inga underarter finns listade i Catalogue of Life.